# La Colifata
La Colifata ist eine Radiosendung aus der Psychiatrischen Klinik „José T. Borda“ in Buenos Aires, Argentinien. Sie wird von den Patienten moderiert und geht seit August 1991 wöchentlich fünf Stunden auf Sendung. Zahlreiche weitere Rundfunksender in Argentinien strahlen Teile des Programms aus. Die Titelmelodie zur Sendung stammt aus der Feder von Manu Chao.
La Colifata heißt so viel wie „liebenswerte Verrückte“. Das Wort stammt aus dem Lunfardo-Slang von Buenos Aires.